# Бохумил Пара
Бохумил (Готлиб) Пара фон Жлунов (на немски: Gottlieb Para Ritter von Zlunov; на чешки: Bohumil Pára ze Žlunova) е австро-унгарски дипломат от чешки произход, работил на Балканите, защитавал каузата на македонските българи. Докладите му от Балканите са важен исторически източник.

## Биография
Пара е роден на 17 октомври 1861 година в севернобохемското село Чижовка, Австрийската империя, в семейството на Ян Пара, поземлен собственик от Млада Болеслав. След отбиването на военната си служба учи в Ориенталската академия във Виена от 1881 до 1887 година. Работи като практикант в Районния виенски съд в Алзергрунд, а по-късно в Маргаретен, откъдето по-късно е прехвърлен в стопанската и търговска камара в Будапеща и след това в Прага. В 1887 година става консулски агент (консул елев) и първото му чуждестранно назначение е консул в Букурещ през февруари 1890 година.
От 1891 до 1898 година е цивилен комисар и политически референт в щабквартирата на австро-унгарските войски, разположени в Новопазарския санджак на Османската империя в Плевля. Малко след това в същата 1891 година става вицеконсул. През април 1896 година е награден с рицарски кръст на ордена на Франц Йосиф.
В 1898 година е назначен за консул в Скопие и в същото време е награден с Ордена на Желязната корона III клас. В Скопие, при появилия се сръбско-български конфликт с разрастването на сръбската пропаганда в Македония, е на страната на българите. През 1905 година е направен генерален консул втора степен. От януари 1906 до 1908 година е генерален консул в Солун. През 1908 година по повод юбилея на императора става носител на командирския кръст на ордена на Франц Йосиф. В 1911 – 1913 година е първи драгоман в австро-унгарското посолство в Цариград и е награден с Двойна звезда. През декември 1911 година става генерален консул първа степен. От октомври 1913 до 1915 година е генерален консул на Корфу.
На 23 януари 1914 година е направен рицар на Жлунов.
Умира на 24 август 1915 година във Виена.